# Éloi Leclerc
 (octobre 2024).
La mise en forme du texte ne suit pas les recommandations de Wikipédia : il faut le « wikifier ».
Les points d'amélioration suivants sont les cas les plus fréquents. Le détail des points à revoir est peut-être précisé sur la page de discussion.
- Les titres sont pré-formatés par le logiciel. Ils ne sont ni en capitales, ni en gras.
- Le texte ne doit pas être écrit en capitales (les noms de famille non plus), ni en gras, ni en italique, ni en « petit »…
- Le gras n'est utilisé que pour surligner le titre de l'article dans l'introduction, une seule fois.
- L'italique est rarement utilisé : mots en langue étrangère, titres d'œuvres, noms de bateaux, etc.
- Les citations ne sont pas en italique mais en corps de texte normal. Elles sont entourées par des guillemets français : « et ».
- Les listes à puces sont à éviter, des paragraphes rédigés étant largement préférés. Les tableaux sont à réserver à la présentation de données structurées (résultats, etc.).
- Les appels de note de bas de page (petits chiffres en exposant, introduits par l'outil «  Source ») sont à placer entre la fin de phrase et le point final[comme ça].
- Les liens internes (vers d'autres articles de Wikipédia) sont à choisir avec parcimonie. Créez des liens vers des articles approfondissant le sujet. Les termes génériques sans rapport avec le sujet sont à éviter, ainsi que les répétitions de liens vers un même terme.
- Les liens externes sont à placer uniquement dans une section « Liens externes », à la fin de l'article. Ces liens sont à choisir avec parcimonie suivant les règles définies. Si un lien sert de source à l'article, son insertion dans le texte est à faire par les notes de bas de page.
- La présentation des références doit suivre les conventions bibliographiques. Il est recommandé d'utiliser les modèles {{Ouvrage}}, {{Chapitre}}, {{Article}}, {{Lien web}} et/ou {{Bibliographie}}. Le mode d'édition visuel peut mettre en forme automatiquement les références.
- Insérer une infobox (cadre d'informations à droite) n'est pas obligatoire pour parachever la mise en page.

Pour une aide détaillée, merci de consulter Aide:Wikification.
Si vous pensez que ces points ont été résolus, vous pouvez retirer ce bandeau et améliorer la mise en forme d'un autre article.
Pour les articles homonymes, voir Leclerc.
Éloi Leclerc, né Henri Leclerc le 24 juin 1921 à Landerneau (Finistère) et mort le 13 mai 2016 à Saint-Servan (Ille-et-Vilaine), est un religieux prêtre franciscain et écrivain catholique français.

## Biographie
Né le 24 juin 1921 à Landerneau dans une famille de onze enfants, Henri Leclerc fait ses études secondaires au collège franciscain de Fontenay-sous-Bois. En 1939, il entre au noviciat franciscain à Amiens où il choisit le nom de Frère Éloi. Il étudie ensuite la philosophie à Carrières-sous-Poissy. Il fait sa première profession religieuse en décembre 1940 à Quimper.
Envoyé en septembre 1943 en Allemagne dans le cadre du STO, il travaille comme manutentionnaire à la gare de Cologne. La Gestapo l'arrête en juillet 1944 en même temps que quelque soixante autres séminaristes, prêtres et religieux sous l'accusation de propagande antinazie. Il est envoyé au camp de concentration de Buchenwald. En avril 1945, le camp est évacué à l'approche des armées alliées. Après avoir rallié à pied la gare de Weimar les prisonniers sont conduits à Dachau dans un train de marchandise dans un périple qui dure du 7 au 28 avril 1945. Entassés par cent par wagon, beaucoup ne survivent pas au voyage. Éloi Leclerc est libéré le lendemain de son arrivée à Dachau par les troupes américaines, soit le 29 avril 1945. Il n'évoquera cette période de sa vie qu'en 1999 dans Le Soleil se lève sur Assise.
Éloi Leclerc est ordonné prêtre à Poissy en juillet 1948 et poursuit ses études à l'Institut catholique de Paris pendant trois ans. Il commence à écrire à la fin des années 1950, principalement sur saint François d'Assise, et enseigne ensuite la philosophie en Moselle, d'abord au couvent de Metz puis au collège franciscain de Phalsbourg. Il professe jusqu’en 1983.
Il vit ensuite plusieurs années en solitaire dans l'ermitage de Bellefontaine (Maine-et-Loire), puis s’installe en 1989 chez les Petites sœurs des pauvres à Saint-Servan où il meurt le 13 mai 2016.

### Liens familiaux
Éloi Leclerc est le frère d'Édouard Leclerc, fondateur en 1949 de l'enseigne de grande distribution E. Leclerc. Il est donc aussi l'oncle de Michel-Édouard Leclerc, qui a succédé à son père. L'un de ses autres frères, Michel, est le fondateur des pompes funèbres Roc'Eclerc ainsi que de la chaîne de vente de voitures Auto-Eclerc. Eloi Leclerc est également le frère de Guy Leclerc, ancien directeur du lycée saint-Louis à Châteaulin (Finistère) et auteur de nombreux ouvrages d'histoire locale.

## Œuvres
- Sagesse d’un pauvre, 1959

toujours un livre de référence en matière de spiritualité.
- Exil et Tendresse, 1962
- Le Cantique des créatures ou les Symboles de l'union, 1970

analyse symbolique du Cantique des créatures de François d'Assise
- Le Chant des sources (Le Cantique de frère Soleil), 1976
- Le Peuple de Dieu dans la nuit
- François d'Assise : le retour à l'Évangile, 1981
- La nuit est ma lumière. Matthias Grünewald, 1984
- Le Royaume caché, 1987 — prix de littérature religieuse[2] 1988 Nouvelle édition, Desclée de Brouwer, 2024
- Dieu plus grand, 1990
- Rencontre d'immensités, 1993
- Un maître à prier : François d'Assise, 1993
- Chemin de contemplation, 1995
- Le Maître du désir, 1998
- Le soleil se lève sur Assise, 1999
- Jeanne Jugan, le Désert et la Rose, 2000

sur la fondatrice des Petites sœurs des pauvres
- Chagall, un vitrail pour la Paix, 2001
- Pâques en Galilée, ou la rencontre du Christ pascal, 2003
- Le Peuple de Dieu dans la nuit, 2003
- Le Père immense : Une lecture de la Lettre de saint Paul aux Ephésiens, 2006
- Le Royaume révélé aux « petits », 2009
- Saint François d'Assise : L'homme fraternel, 2010
- François d’Assise : De la croix à la gloire, 2014
- La Fraternité en héritage. Ma vie avec François d’Assise, 2015
- Réédition Le Noël de François d'Assise, 2022 (Éditions Première Partie & Salvator)

## Écrits
Après l'épreuve de la guerre et de la déportation, le franciscain Éloi Leclerc a enseigné la philosophie avant d'écrire Sagesse d'un pauvre et Exil et tendresse. Il a publié ensuite de nombreux ouvrages de spiritualité.
Un autre sens à la Loi

« Cet attachement (des pharisiens) à la Loi ne manque pas de grandeur. Mais il y a un revers de la médaille. D'une part, ils ont voué à la Loi un culte qui a tourné à la « monolâtrie » ; d'autre part, ils se sont volontiers pris pour les artisans de leur propre salut, se posant en créanciers de Dieu et méprisant tous ceux qui n'avaient pas la science de la Loi et des traditions, et qu'ils qualifiaient de « maudits » (cf. Jn 7, 49).

Ces hommes ne peuvent comprendre Jésus, bien que sur beaucoup de points ils soient proches de son enseignement. Sa mission, à lui, n'est pas dictée de l'extérieur, par la situation politique de la nation ; elle ne procède pas d'un réflexe de défense même religieux, face au danger du moment. Elle jaillit tout entière d'une expérience intérieure extraordinaire : une expérience de plénitude. Dieu s'est communiqué à lui d'une manière ineffable, indépassable. Et dans cette communication, Jésus a la claire vision que le règne de Dieu est venu, qu'il est là.

Face à ce cadeau du ciel, la Loi n'est pas supprimée, mais elle prend un autre sens. Quelque chose la précède ; elle n'est pas l'absolu. L'absolu, c'est la grâce toute gratuite du Royaume, c'est la tendresse du Père. Et ici tout le savoir des pharisiens et des docteurs [...] ne pèse pas lourd et n'est d'aucun secours. L'important est de croire au don de Dieu et d'accueillir, dans l'humilité et l'action de grâce, la nouvelle proximité de Dieu qui s'offre en Jésus. Celui-ci ne demande pas aux pharisiens ni aux docteurs de renoncer à la Loi, mais à cette suffisance qui les ferme sur eux-mêmes et les empêche d'accueillir la grâce du Royaume dans sa radicale nouveauté : une grâce qui ne dépend pas de la volonté de l'homme ni de ses efforts, mais de la seule initiative du Père. »

— Éloi Leclerc. Le Royaume caché, Paris, DDB, 1987/2007, p. 91-92.
Commentaire selon Jean (Jn 20, 11-18)
Voir la vraie demeure

« Les paroles que Jésus adresse à Marie de Magdala sont, en vérité, une invitation à le rencontrer là où il est désormais, là où il vit en plénitude : tourné vers le Père. une invitation à le découvrir dans le mouvement profond de son être, dans son élan vers le Père ; « Je monte vers mon Père et votre Père. » Il faut entendre ces paroles comme le bruit d'un torrent qui bondirait vers sa source.

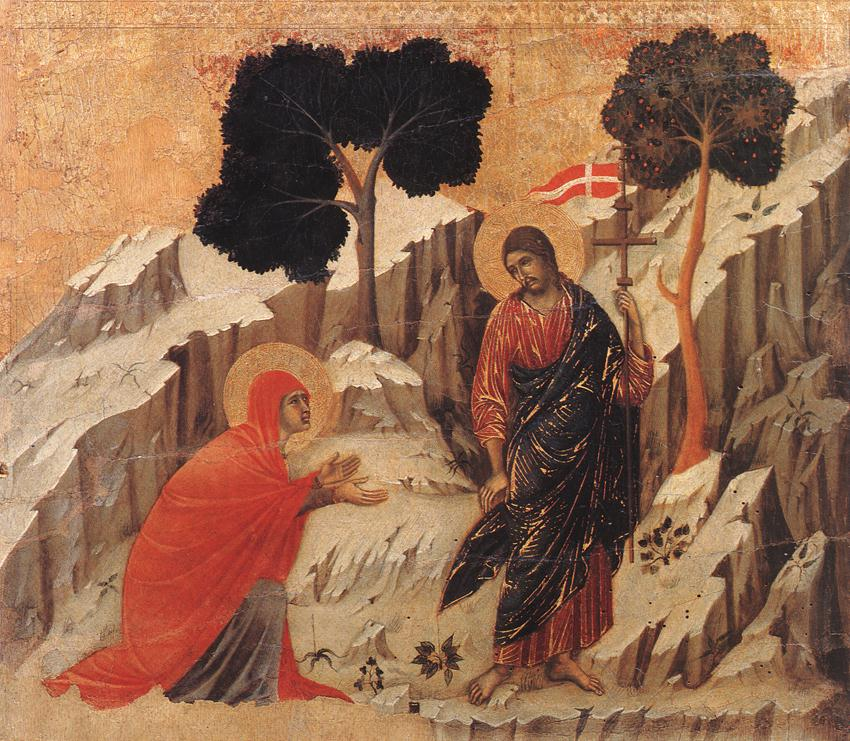
Noli me tangere, vers 1308/1311, Duccio di Buoninsegna, Museo dell'Opera Metropolitana del Duomo (Sienne).

Désormais Jésus vit tout entier dans ce mouvement. Mais il n'y est pas seul. Il monte vers le Père avec tous ses frères. C'est toute l'humanité qu'il tire vers la lumière. En lui, le long désir s'élance vers la plénitude de la vie. « Quand je serai élevé de terre, j'attirerai tous les hommes à moi », avait-il annoncé (Jn 12, 32). Marie de Magdala voulait retenir Jésus. Jésus, lui, l'invite à le suivre dans son mouvement, dans son élan, avec tous ses frères. C'est une invitation à entrer dans la grande joie pascale, la joie de la communion avec le Père : « Si vous m'aimiez, vous vous réjouiriez de ce que je vais vers le Père » (cf. Jn 14, 28). Cette joie, Jésus voudrait qu'elle soit nôtre, car il nous a ouvert le chemin. Et déjà il nous emporte avec lui au sein du Père dans son élan puissant et victorieux.
Au début de l’Évangile de Jean, les premiers disciples avaient demandé à Jésus : « Où demeures-tu ? » (cf. Jn 1, 38). Et il leur avait répondu : « Venez et voyez. » (v. 39). Au terme de l’Évangile, il leur fait voir sa vraie demeure. Elle est dans sa relation au Père, dans sa communion d'amour avec lui. Une communion à laquelle nous sommes nous-mêmes associés. »

— Éloi Leclerc, O.F.M. Le Maître du désir, Paris, DDB, 1997, p. 110-111.

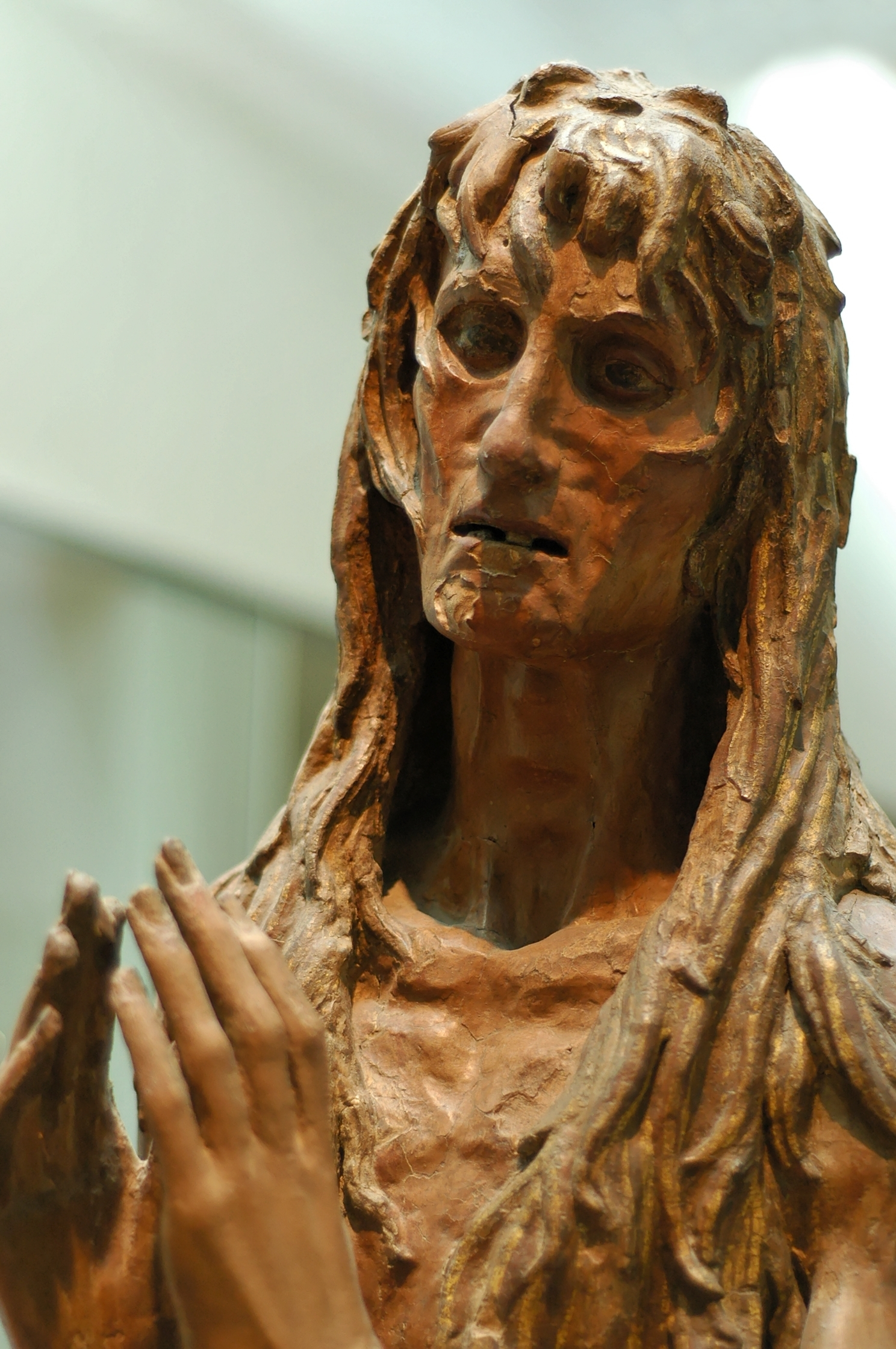
Statue de Marie-Madeleine, détail. Était probablement placée sur le côté sud-ouest du baptistère Saint-Jean de Florence. Bois peint et doré, Museo dell'Opera del Duomo (Florence), Italie.

Éloi Leclerc a découvert l'esprit franciscain à 12 ans et est entré au noviciat en 1939. Déporté à Buchenwald, il a ensuite enseigné la philosophie et est devenu une voix majeures de la spiritualité contemporaine.
Commentaire selon saint luc (Lc 7, 36-50) :
« Une grâce qui dépasse toute loi et précède tout mérite »

« Jésus n'a pas dit, comme on traduit parfois à l'encontre de la logique de la parabole : « Il lui a été beaucoup pardonné parce qu'elle a beaucoup aimé », mais : « Si elle montre tant d'amour, c'est qu'il lui a été beaucoup pardonné. » Ce n'est pas notre amour qui est cause et mesure du pardon divin ; c'est, au contraire, oui, l'amour miséricordieux et tout gratuit de Dieu, révélé en Jésus, qui appelle et provoque notre amour repentant et reconnaissant.
La déclaration de Jésus à son hôte éclaire bien le sens de la conversion évangélique. Au point de départ, il y a la foi en Jésus. « Ta foi t'a sauvée », dit le Maître à la femme. La conversion commence avec la foi en la nouvelle proximité de Dieu que Jésus apporte par sa présence. Cette femme est venue à Jésus avec le poids de ses nombreux péchés. Mais en voyant comment Jésus se laisse approcher, elle a compris et cru tout de suite qu'elle était accueillie, que Dieu s'était approché d'elle. Alors elle en fut bouleversée, retournée, au point de ne plus savoir comment témoigner son amour. La conversion évangélique est cet ébranlement de tout l'être, qui se laisse toucher par la révélation de l'amour gratuit de Dieu. L'homme découvre, dans une grande joie intérieure, qu'il est aimé de Dieu gracieusement, au-delà de ses péchés et de sa déchéance. C'est l'expérience boulversante d'une grâce qui dépasse toute loi et précède tout mérite. »

— Éloi Leclerc. Le Royaume caché, Paris, DDB, 1987/2007, p. 115-116.